# سامر اسلم (۲۰۱۸)
 سامر اسلم (به انگلیسی: SummerSlam) یک رویداد غیر رایگان (Pay-Per-View) در کشتی حرفه‌ای است که توسط کمپانی دبلیودبلیوئی برای برندهای راو و اسمک داون تهیه می‌شود و این دوره‌اش هم در ۱۹ اوت ۲۰۱۸ و در مجموعه ورزشی بارکلِیز سنتر شهر بروکلین ایالت نو یورک برگزار شد. این رویداد سی‌ویکمین سامراِسلم سالانه بود.
در این رویداد شامل سیزده مسابقه بود که سه تای آن در بخش پیش‌نمایش بودند. در مسابقه اصلی، رومن رینز مقابل براک لزنر به برتری رسید تا برای اولین بار قهرمان کمربند یونیورسال دبلیودبلیوئی شود. در مسابقه پیش از آن هم، راندا رَوزی الکسا بلیس را شکست داد تا اولین زنی باشد که هم قهرمان زنان یواف‌سی و هم دبلیودبلیوئی شده باشد.

## زمینه‌سازی
سامر اسلم شامل مسابقاتی بین دشمنی‌های موجود، ماجراهای پیش آمده و استوری‌هایی خواهد بود که پیش از این در برنامه‌های راو یا اسمک داون پخش شده بود. کشتی‌گیرها با توجه به مسابقات یا سری اتفاقاتی که برایشان رخ می‌دهد و تنش را به حد اکثر می‌رساند، نقش منفی یا قهرمان به خود می‌گیرند.

## نتایج
| #                                                                                                 | نتایج | نوع مسابقه | مدت زمان |
| ------------------------------------------------------------------------------------------------- | --- | --- | -------- |
| ۱پ                                                                                                | جف هاردی (با همراهی لیتا) پیروز مقابل روسِف و لانا                                                               | مسابقه تگ تیم ترکیبی | 7:00     |
| ۲پ                                                                                                | سدریک الکساندر (c) پیروز مقابل درو گولاک                                                                        | مسابقه تک نفره برای قهرمانی کمربند میان‌وزن دبلیودبلیوئی د براین کندریک و جنتلمن جک گالهر از حضور کنار رینگ محروم بودند. | 10:15    |
| ۳پ                                                                                                | بی تیم(کورتیس اکسل و بو دالاس)(c) د ریوایوال (دش وایلدر و اسکات داوسون)                                         | مسابقه تگ تیم کمربندهای تگ تیم راو                                                                                      | 6:15     |
| ۴                                                                                                 | سث رالینز ( با همراهی دین امبروز) پیروز مقابل دالف زیگلر (c) (با همراهی درو مک‌اینتایر)                          | مسابقه تک نفره برای قهرمانی کمربند بین قاره‌ای                                                                           | 22:00    |
| ۵                                                                                                 | د نو دی (بیگ ای و زیویر وودز با همراهی کوفی کینگستون) پیروز مقابل د بلاجن برادرز(هارپر و روئن)(c) با سلب صلاحیت | مسابقه تگ تیم برای قهرمانی کمربندهای تگ تیم اسمک‌داون                                                                    | 9:45     |
| ۶                                                                                                 | براون استرومن (صاحب چمدان MITB) پیروز مقابل کوین اونز                                                           | مسابقه تک نفره برای تصاحب قرارداد مانی این د بنک؛ اگر استرومن می‌باخت، چمدان مانی این د بنک به اونز تعلق می گرفت.        | 1:50     |
| ۷                                                                                                 | شارلوت فلر پیروز مقابل کارملا (c) و بکی لینچ                                                                    | مسابقه تریپل ترت برای قهرمانی کمربند زنان اسمک‌داون                                                                      | 15:15    |
| ۸                                                                                                 | ساموآ جو پیروز مقابل ای‌جی استایلز (c) با سلب صلاحیت                                                             | مسابقه تک نفره برای قهرمانی کمربند دبلیودبلیوئی                                                                         | 22:45    |
| ۹                                                                                                 | د میز پیروز مقابل دنیل براین                                                                                    | مسابقه تک نفره | 23:30    |
| ۱۰                                                                                                | فین بَلر پیروز مقابل بارون کوربین                                                                                | مسابقه تک نفره | 1:35     |
| ۱۱                                                                                                | شینسکه ناکامورا (c) پیروز مقابل جف هاردی                                                                        | مسابقه تک نفره برای قهرمانی کمربند ایالات متحده                                                                         | 11:00    |
| ۱۲                                                                                                | راندا رَوزی پیروز مقابل الکسا بلیس (c) با تسلیم                                                                  | مسابقه تک نفره برای قهرمانی کمربند زنان راو                                                                             | 4:00     |
| ۱۳                                                                                                | رومن رینز پیروز مقابل براک لزنر (c) (با همراهی پل هیمن)                                                         | مسابقه تک نفره برای قهرمانی کمربند یونیورسال دبلیودبلیوئی                                                               | 6:10     |
| - (c) – نشان‌دهنده قهرمان(هایی) است که به میدان می‌روند - پ – نشان‌دهنده این است که مسابقه در پری–شو | | |          |